# 古楼街道 (鄂州市)
古楼街道，是中华人民共和国湖北省鄂州市鄂城区下辖的一个乡镇级行政单位。

## 行政区划
古楼街道下辖以下地区：
鄂钢官柳社区、北门社区、考棚社区、罗口社区、儒学社区、十字街社区、四眼井社区、濠塘社区、飞鹅社区、镜园社区、花园社区、庙鹅岭村、南门村和五里墩村。